# Marpesia chiron
Marpesia chiron är en fjärilsart som beskrevs av Fabricius 1775. Marpesia chiron ingår i släktet Marpesia och familjen praktfjärilar. Inga underarter finns listade i Catalogue of Life.

## Bildgalleri

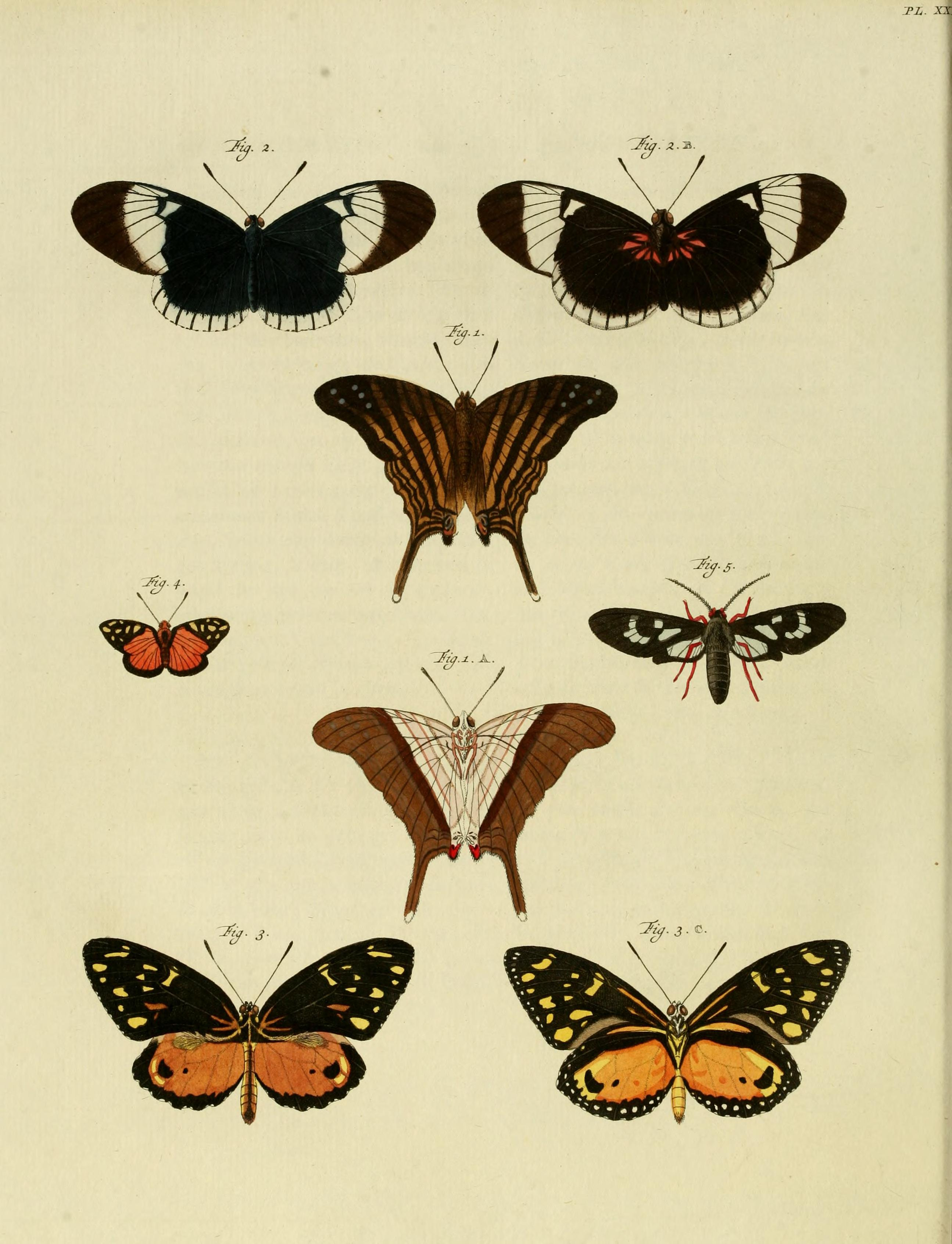
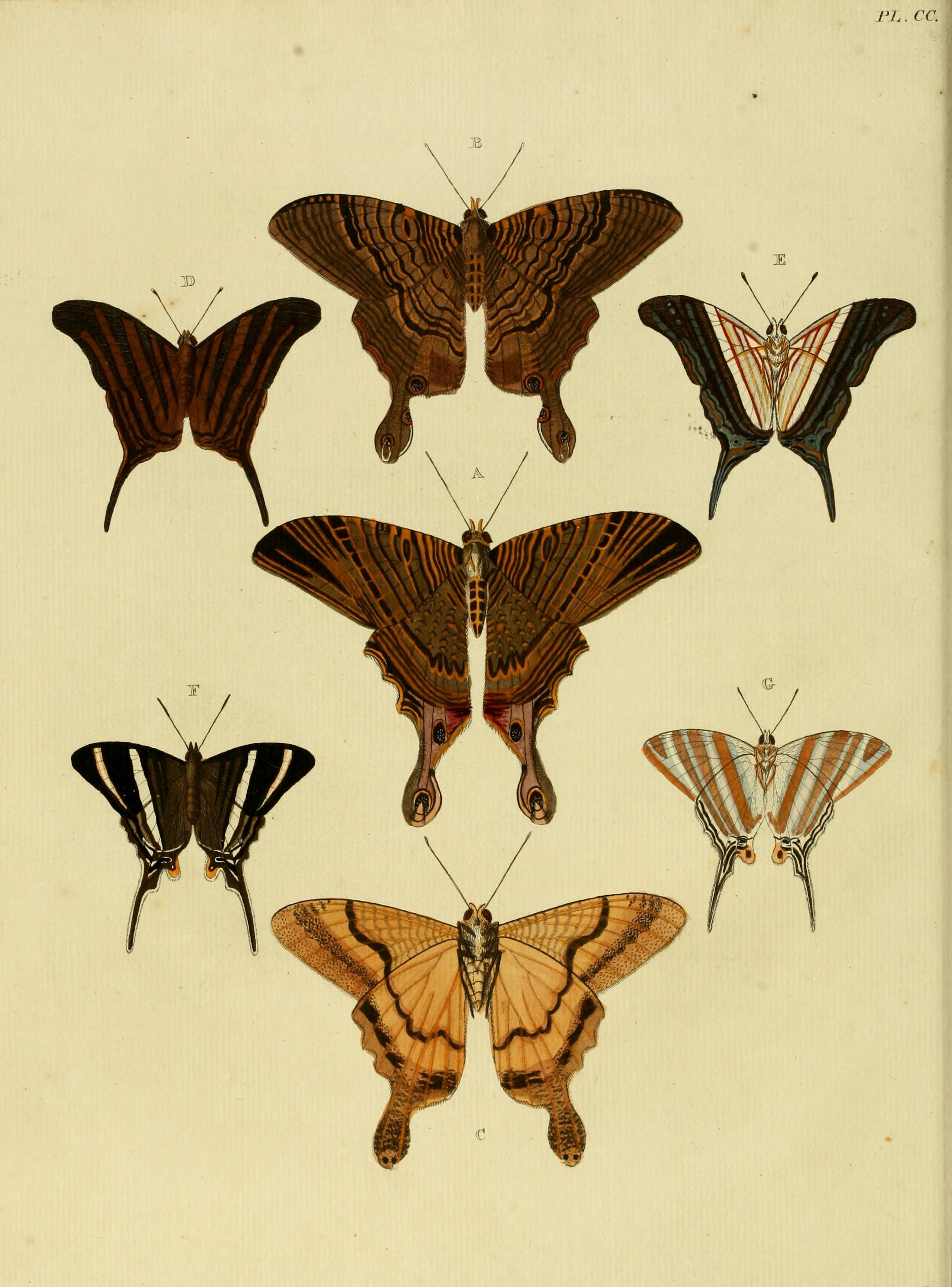